# Golfclub Holthuizen
Golfclub Holthuizen is een Nederlandse golfclub in Roden, ten ZW van de stad Groningen. Naast een negen holes golfbaan met achttien verschillende afslagen is er sinds juni 2017 een volwaardige negen holes par-3 baan, waar men een qualifying-kaart kan lopen. De club heeft ruim 500 leden. 
GC Holthuizen maakt deel uit van een Hospitality Chain (de afspraak dat leden op weekdagen voor een greenfee van €25 bij elkaar mogen spelen), die bestaat uit Golfclub Martensplek, Golfclub De Hildenberg, Golfclub Westerwolde, Golfclub Havelte en Golfclub De Groene Ster, golfclub De Semslanden, Golfclub Duurswold , De Compagnie in Veendam en Golfpark Exloo. Leden mogen bij de andere clubs tegen gereduceerde greenfee spelen. Ook maakt Golfclub Holthuizen deel uit van het 9-holes verbond met Amsterdam the Old Course, De Veluwse, De Domburgse, Gaasterland, de Tongelreep, De Schoot, De Hattemse, Driene, Heidemeer, Westerwolde, Emmeloord en Kralingen.